# Lasting Lover
Lasting Lover è un singolo del DJ britannico Sigala e del cantante britannico James Arthur, pubblicato il 4 settembre 2020 sulle etichette Ministry of Sound, B1 Recordings e Sony Music.

## Descrizione
Il brano contiene un campionamento di Time to Pretend, singolo della band statunitense MGMT del 2008.

## Video musicale
Il video musicale è stato reso disponibile il 25 settembre 2020.

## Tracce
Testi e musiche di Bruce Fielder, James Arthur, Andrew VanWyngarden, Ben Goldwasser, Corey Sanders, Joakim Jarl, Lewis Capaldi e Luke Fitton.
Download digitale
1. Lasting Lover – 3:38

Download digitale – Tiësto Remix
1. Lasting Lover (Tiësto Remix) – 3:32

Download digitale – Acoustic
1. Lasting Lover (Acoustic) – 3:52

Download digitale – Michael Calfan Remix
1. Lasting Lover (Michael Calfan Remix) – 3:13

## Formazione
Musicisti
- James Arthur – voce
- Dipesh Parmar – editing vocale, programmazione
- Paul Whalley – chitarra
- Milly McGregor – violino

Produzione
- Lewis Capaldi – produzione esecutiva
- Sigala – produzione
- Jarly – produzione
- Mark Ralph – missaggio

## Classifiche

### Classifiche settimanali
| Classifica (2020-21) | Posizione massima |
| -------------------- | ----------------- |
| Australia            | 17                |
| Belgio (Fiandre)     | 83                |
| Croazia              | 5                 |
| Irlanda              | 15                |
| Nuova Zelanda        | 31                |
| Polonia              | 8                 |
| Regno Unito          | 10                |
| Romania              | 9                 |
| Svezia               | 94                |
| Svizzera             | 41                |

### Classifiche di fine anno
| Classifica (2020) | Posizione |
| ----------------- | --------- |
| Polonia           | 82        |
| Classifica (2021) | Posizione |
| Australia         | 60        |
| Croazia           | 25        |